# Henry Levy
Henry Levy (* 1933 in Paris) ist ein französischer Koch, dessen Restaurant Maitre in Berlin von 1966 bis 1982 vom Guide Michelin ausgezeichnet wurde.

## Werdegang
In den 1960er Jahren eröffnete Levy in Berlin sein Restaurant Maitre in der Meinekestraße 10 nahe dem Kurfürstendamm. 1966 gehörte es zu den ersten 66 Häusern in Deutschland, die mit einem Michelinstern ausgezeichnet wurden.
1974 wurde sein Restaurant mit zwei Michelinsternen ausgezeichnet. Zwei Sterne wurden 1974 erstmals an sieben Restaurants in Deutschland vergeben, darunter auch das Tantris unter Eckart Witzigmann und das Hotel-Restaurant Erbprinz unter Günther Wanka. In seiner Küche kochten Jörg Sackmann, Johannes King und Karl Wannemacher.
1982 schloss er sein Restaurant in der Meinekenstraße und eröffnete in Berlin-Dahlem in der Podbielskiealle ein neues Restaurant Maitre. 1984 schloss er auch dieses Restaurant und ging zurück nach Frankreich. 
2014 lebte er in Südfrankreich.

## Publikationen
- Das Maitre Kochbuch. 160 Rezepte vom Chef des Berliner Restaurant "Maitre". Mosaik Verlag München 1980, ISBN 3-570-02596-9.